# Ньюарк (Техас)
Ньюарк (англ. Newark) — місто (англ. city) в США, в округах Вайз і Таррант штату Техас. Населення — 1096 осіб (2020).

## Географія
Ньюарк розташований за координатами 33°0′49″ пн. ш. 97°29′18″ зх. д. / 33.01361° пн. ш. 97.48833° зх. д. (33.013542, -97.488418).  За даними Бюро перепису населення США в 2010 році місто мало площу 2,32 км², уся площа — суходіл.

## Демографія
Згідно з переписом 2010 року, у місті мешкало 1005 осіб у 344 домогосподарствах у складі 276 родин. Густота населення становила 433 особи/км².  Було 392 помешкання (169/км²).
Расовий склад населення:
| - 88,4 % — білих - 0,4 % — корінних американців - 0,3 % — азіатів - 0,2 % — чорних або афроамериканців - 7,6 % — осіб інших рас |

До двох чи більше рас належало 3,2 %. Частка іспаномовних становила 19,2 % від усіх жителів.
За віковим діапазоном населення розподілялося таким чином: 25,1 % — особи молодші 18 років, 63,8 % — особи у віці 18—64 років, 11,1 % — особи у віці 65 років та старші. Медіана віку мешканця становила 37,2 року. На 100 осіб жіночої статі у місті припадало 101,8 чоловіків;  на 100 жінок у віці від 18 років та старших — 96,1 чоловіків також старших 18 років.
Середній дохід на одне домашнє господарство  становив 72 445 доларів США (медіана — 52 292), а середній дохід на одну сім'ю — 73 090 доларів (медіана — 55 714). Медіана доходів становила 50 865 доларів для чоловіків та 27 917 доларів для жінок. За межею бідності перебувало 20,7 % осіб, у тому числі 36,9 % дітей у віці до 18 років та 0,0 % осіб у віці 65 років та старших.
Цивільне працевлаштоване населення становило 515 осіб. Основні галузі зайнятості: мистецтво, розваги та відпочинок — 16,1 %, транспорт — 12,4 %, виробництво — 10,1 %, освіта, охорона здоров'я та соціальна допомога — 9,7 %.